# IC 3548
IC 3548 је елиптична галаксија у сазвјежђу Дјевица која се налази на листи објеката дубоког неба у Индекс каталогу.
Деклинација објекта је + 10° 56' 9" а ректасцензија 12h 35m 56,5s. Привидна величина (магнитуда) објекта IC 3548 износи 15,0 а фотографска магнитуда 16,0. IC 3548 је још познат и под ознакама VCC 1647, PGC 42001.